# تشارلز موريس (ضابط بحري)
تشارلز موريس (بالإنجليزية: Charles Morris)‏ هو ضابط بحري أمريكي، ولد في 26 يوليو 1784 في وودستوك ‏ في الولايات المتحدة، وتوفي في 27 يناير 1856 في واشنطن العاصمة في الولايات المتحدة.